# Ben Zolinski
Ben Zolinski (Berlín, Alemania, 3 de mayo de 1992) es un futbolista alemán. Juega de delantero o defensa.

## Trayectoria
En mayo de 2016 fichó por el SC Paderborn 07 por tres años. Fue en esta etapa que Zolinski, quien jugaba como lateral derecho, comenzó a jugar además de delantero. Al término de la temporada 2019-20, abandonó el club renano. En septiembre se unió al F. C. Erzgebirge Aue hasta junio de 2023. Después de dos años en este equipo se marchó al 1. F. C. Kaiserslautern.

## Estadísticas
Actualizado al último partido disputado el 25 de mayo de 2024.
| F. C. Hansa Rostock · Alemania            | 3.ª           | 2012-13       | 11  | 0  | ―  | ― | ― | ― | 11  | 0  |
| F. C. Hansa Rostock · Alemania            | Total club    | Total club    | 11  | 0  | 0  | 0 | 0 | 0 | 11  | 0  |
| Unión Berlín II · Alemania                | 4.ª           | 2013-14       | 18  | 1  | 0  | 0 | ― | ― | 18  | 1  |
| Unión Berlín II · Alemania                | Total club    | Total club    | 18  | 1  | 0  | 0 | 0 | 0 | 18  | 1  |
| TSG Neustrelitz · Alemania                | 4.ª           | 2014-15       | 29  | 2  | ―  | ― | ― | ― | 29  | 2  |
| TSG Neustrelitz · Alemania                | 4.ª           | 2015-16       | 27  | 6  | ―  | ― | ― | ― | 27  | 6  |
| TSG Neustrelitz · Alemania                | Total club    | Total club    | 56  | 8  | 0  | 0 | 0 | 0 | 56  | 8  |
| S. C. Paderborn 07 · Alemania             | 3.ª           | 2016-17       | 31  | 5  | 1  | 0 | ― | ― | 32  | 5  |
| S. C. Paderborn 07 · Alemania             | 3.ª           | 2017-18       | 34  | 10 | 4  | 1 | ― | ― | 38  | 11 |
| S. C. Paderborn 07 · Alemania             | 2.ª           | 2018-19       | 32  | 5  | 4  | 0 | ― | ― | 36  | 5  |
| S. C. Paderborn 07 · Alemania             | 1.ª           | 2019-20       | 28  | 3  | 2  | 0 | ― | ― | 30  | 3  |
| S. C. Paderborn 07 · Alemania             | Total club    | Total club    | 125 | 23 | 11 | 1 | 0 | 0 | 136 | 24 |
| F. C. Erzgebirge Aue · Alemania           | 2.ª           | 2020-21       | 28  | 2  | 0  | 0 | ― | ― | 28  | 2  |
| F. C. Erzgebirge Aue · Alemania           | 2.ª           | 2021-22       | 26  | 4  | 1  | 1 | ― | ― | 27  | 5  |
| F. C. Erzgebirge Aue · Alemania           | Total club    | Total club    | 54  | 6  | 1  | 1 | 0 | 0 | 55  | 7  |
| 1. F. C. Kaiserslautern · Alemania        | 2.ª           | 2022-23       | 14  | 0  | 0  | 0 | ― | ― | 14  | 0  |
| 1. F. C. Kaiserslautern · Alemania        | 2.ª           | 2023-24       | 6   | 0  | 2  | 0 | ― | ― | 8   | 0  |
| 1. F. C. Kaiserslautern · Alemania        | Total club    | Total club    | 20  | 0  | 2  | 0 | 0 | 0 | 22  | 0  |
| Total carrera                             | Total carrera | Total carrera | 284 | 38 | 14 | 2 | 0 | 0 | 298 | 40 |
| (1) Incluye datos de la Copa de Alemania. |               |               |     |    |    |   |   |   |     |    |